# Шайен (река)
Вижте пояснителната страница за други значения на Шайен.
Река Шайен (на английски: Cheyenne River), (на езика на сиуксите Уакпа Уаще (Wakpá Wašté) – „Добра река)“), също изписвано и като Шион (Chyone), е кръстена на индианците шайени, които някога са живели по нейните брегове. Реката е приток на река Мисури, която тече в Уайоминг и Южна Дакота, САЩ. Дълга е 295 мили (475 км) и има водосборен басейн от 24 240 квадратни мили (62 800 км2). около 60% от водосборния басейн се намира в Южна Дакота, а останалата част в Уайоминг.
Реката се образува от сливането на Антилоуп Крийк и Драй Форк Крийк в Уайоминг, тече през североизточната част на Уайоминг в Национални пасища Басейн Тъндър в окръг Канвърс. Тя тече на изток, в Южна Дакота, преминава през Еджмонт и покрай южната част на Блек Хилс. От източната страна на Черните хълмове тя тече на североизток, преминава през Орал, Бъфало Гап Национален пасища, и покрай северозападната граница на индианския резерват Пайн Ридж и Националния парк Бед Лендс. След това тя се слива с река Бел Фурш окръгМийд, след което се влива в река Мисури в езерото Оахе, на около 32 мили (50 км) северозападно от Пиер, Южна Дакота.
Река Бел Фурш е най-големият приток на Шайен. Други притоци са: Рапид, Сълфър, Плъм, Чери и Аул Крийк. Пълноводието на реката зависи от снеготопенето в Блек Хилс. Поради близостта до Черните хълмове и минната индустрия в тях, Шайен е съдържала големи количества цинк, арсен и цианиди. Тези замърсители вече не са сериозна заплаха за качеството на водата. Шайен има също и високо съдържание на разтворени минерални, повече от всяка друга река в Южна Дакота.

## Водосборен басейн
Водосборният басейн на река Шайен е част от водосбония басейн на река Мисури. Той включва планинския запад и Големите равнини на североизточен Уайоминг, югозападна, южна и централна Южна Дакота, а също и малки части от северозападна Небраска, и югоизточна Монтана. През 2001 г. басейна на реката съдържа пасища (62,8%), следвани от смесени дървета и храсти (16,3%) и горските площи (11,9%). Основните населени места включват Рапид Сити, Южна Дакота и Жилет, Уайоминг.
С население от около 4,5 милиона души общо в тези два щата използваната вода е средно 5,254 милиона галона на ден през 2010 година. Това е повече от 1170 галона на човек на ден. 
Търсенето на вода в селското стопанство за напояване и повишението на температурите и изпаренията са голяма заплаха за жизнеспособността и местообитанията на застрашени видове диви животни.